# Doreen Schwietzer
Doreen Schwietzer (* 1972 in Cottbus) ist eine deutsche Politikerin (AfD). Sie ist seit 2019 Mitglied des Sächsischen Landtags.

## Leben
Doreen Schwietzer besuchte von 1979 bis 1986 die POS „Heinrich Mosler“ und von 1986 bis 1989 die
6. POS „Alexander Puschkin“, beide in Cottbus. Nach einer Ausbildung an der Verwaltungs- und Wirtschaftsakademie Cottbus ist sie als geprüfte Bilanzbuchhalterin in Sachsen tätig. Seit 2018 ist sie Mitglied der AfD. Noch im selben Jahr wurde sie als 1. Bundesrechnungsprüferin ihrer Partei berufen. Bei der Landtagswahl in Sachsen 2019 gewann sie im Wahlkreis Bautzen 4 das Direktmandat und zog als Abgeordnete für die AfD Sachsen in den Sächsischen Landtag ein.   Bei der Landtagswahl 2024 sicherte sie sich erneut das Direktmandat im Wahlkreis Bautzen 4. Sie ist Sprecherin für Kinder-, Jugend- und Familienpolitik und Sorbenpolitische Sprecherin der AfD-Fraktion. Doreen Schwietzer wohnt in Hoyerswerda.